# Sávio Oliveira do Vale
Sávio Oliveira do Vale, meglio noto come Sávio (Rio Grande, 1º novembre 1984), è un ex calciatore brasiliano, di ruolo centrocampista.

## Carriera

### Club
Ha giocato nella massima serie dei campionati montenegrino e serbo.

## Palmarès

### Club
- Coppa di Serbia: 1

Stella Rossa: 2009-2010